# Râul Dolina (Brăești)
Râul Dolina este un curs de apă, afluent al râului Sitna. 